# Округ Свитвотер (Вајоминг)
Округ Свитвотер (енгл. Sweetwater County) је округ у америчкој савезној држави Вајоминг.

## Демографија
По попису из 2010. године број становника је 43.806, што је 6.193 (16,5%) становника више него 2000. године.
| Група             | 2000.          | 2010.          |
| Белци             | 32.675 (86,9%) | 35.432 (80,9%) |
| Афроамериканци    | 275 (0,7%)     | 438 (1,0%)     |
| Азијати           | 240 (0,6%)     | 336 (0,8%)     |
| Хиспаноамериканци | 3.545 (9,4%)   | 6.689 (15,3%)  |
| Укупно            | 37.613         | 43.806         |